# Формула Альфа
Formula Alfa — юношеский класс гоночных формул, нацеленный на подготовку картингистов к соревнованиям по кольцевым автогонкам в старших формульных классах.
В Грузии Формула Альфа представлена, начиная с 2012 года. На старт первого сезона выходило 10-12 машин, но уже к 2014-му году число участников чемпионата достигло 20, благодаря чему Формула Альфа стала серией с наиболее высокой спортивной конкуренцией среди аналогичных соревнований во всех бывших республиках СССР.

## Происхождение
Концепция серии была выдвинута и разработана инжиниринговой компанией АККС, базирующейся в Москве. Автор идеи — гоночный промоутер Юрий Ким; внешний облик автомобиля создал известный автомобильный художник Александр Захаров. Шасси сконструировано коллективом специалистов, самые известные из которых — Александр Эксерджан, Александр Антонов и Григорий Меньшенин. Продвижение концепта началось в 2000 году, а первый чемпионат состоялся в 2002-м на трассе Невское Кольцо в Санкт-Петербурге.
В 2007-м компания АККС отказалась от продвижения серии, после чего все автомобили были перемещены на Автодром АДМ в Мячково для технической инспекции и ремонта. В 2011-м более 30-ти машин, вместе с запасными частями и новыми двигателями, были перевезены на трассу Рустави незадолго до завершения её полной реконструкции.

## Общие сведения
Техническая база гоночной серии — на автодроме Рустави, где проходит большинство этапов соревнований, за исключением (начиная с 2015 года) двух уик-эндов на трассе Формулы-1 Истанбул Парк. Благодаря мягкой зиме, тесты в Формуле Альфа можно проводить практически круглый год. Начинать тренировки можно по достижении 14-летнего возраста; наличие лицензии не обязательно, но опыт в картинге достаточно важен для того, чтобы начать осваивать этот автомобиль. Чтобы приступить к соревнованиям, можно получить грузинскую гоночную лицензию непосредственно на автодроме, пройдя соответствующий курс подготовки. В соответствии с требованиями Международной Автомобильной Федерации, иностранным пилотам может потребоваться для этого разрешение национальной федерации.
Имея на старте около 20 машин, 6-7-этапная Формула Альфа может рассматриваться как разумный выбор для пилота, нацеленного на профессиональную карьеру, особенно если принять во внимание стоимость 1 мили в
€21.66 в сравнении с этим же показателем аналогичных серий
. Следует учесть и очевидные недостатки чемпионата — шасси в виде стальной трубчатой рамы устаревшей конструкции, а также небольшой выбор трасс в календаре.

## Технические характеристики
Формула Альфа оснащена аэродинамическими устройствами — антикрыльями, увеличивающими прижимную силу; кроме того, на ней применяются слики — гладкие гоночные шины, обеспечивающие максимум сцепления с дорогой. Благодаря этому, Формула Альфа (в отличие, например, от такого аналога, как Формула Форд) позволяет спортсмену понять характерные особенности поведения в повороте автомобилей с развитой аэродинамикой, к каковым относятся все старшие формулы вплоть до Формулы-1.
Все участники выступают на автомобилях одной и той же спецификации, с одинаковыми двигателями, шинами и унифицированными агрегатами и узлами. Модификации запрещены, что контролируется техническими инспекторами соревнований. Мощность двигателя не должна превышать 135 л. с. при измерении на задних колесах во время послефинишной проверки на стенде. Настройка шасси — регулировка баланса тормозов, подвески, углов наклона закрылков — разрешена.

### Двигатель
- Alfa Romeo Twin Spark 16V
- Объём: 2000 см3
- Количество цилиндров: 4
- Количество клапанов: 16
- Мощность: 157 л. с. при 6400 мин−1
- Крутящий момент: 187 Нм при 3500 мин−1

### Трансмиссия

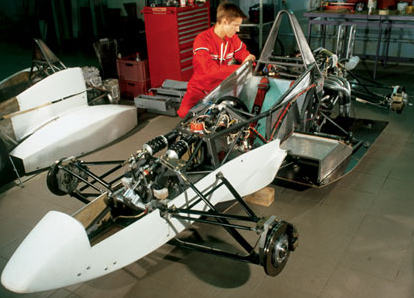
сборка автомобиля

- Сцепление: сухое однодисковое
- Коробка передач: en:Hewland LD-200-5
- Количество передач: 5

### Шасси
- Пространственная рама из стальных труб прямоугольного сечения
- Стеклопластиковые обтекатели

### Подвеска
- Двойные поперечные рычаги

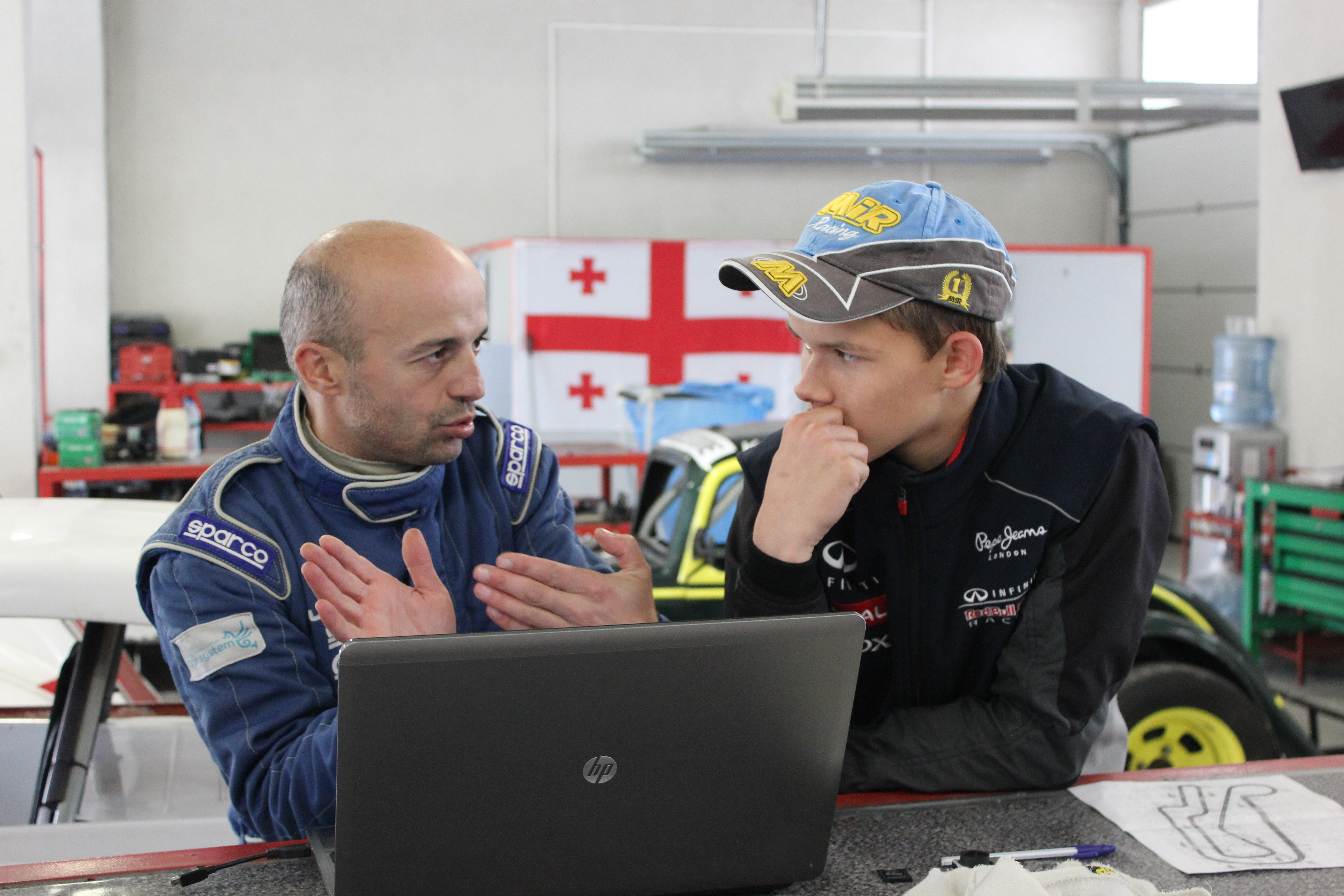
Пилоты Формулы Альфа

- Регулируемые стабилизаторы поперечной устойчивости
- Амортизаторы Sachs
- Пружины АККС

### Тормоза

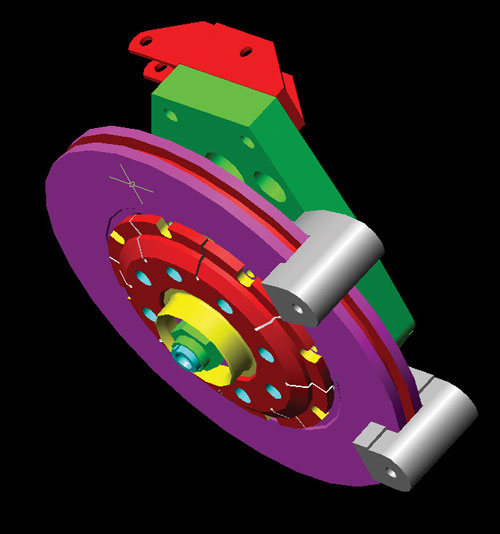
тормозной суппорт в сборе

- Тормозные диски: Brembo
- Тормозные колодки: Ferodo Racing

### Колеса
- Колесные диски: OZ
- Шины: Hankook 180/55R13 спереди, 240/570R13 сзади

### Размеры
- Полная длина/ширина: 4400 мм/ 1850 мм
- Снаряженная масса: 550 кг

## Спортивный регламент
Количество тестов на автодроме Рустави не ограничено, в то время как на трассе «Истанбул Парк» тренировки доступны, как правило, не более чем за 1-2 дня до соревнований. Замена шасси, двигателей, шин и иных агрегатов в ходе соревнований не запрещена. Несмотря на это, бюджет серии остается сравнительно низким, в силу дешевизны запасных частей и двигателей, а также уровня цен в Грузии. В сезоне-2015 проводится 2 гонки за один уик-энд. Каждая гонка начинается с установочного круга вслед за пейс-каром, старт же производится с хода. Скорость на питлейне ограничена 60-ю км/ч.
Экипировка пилотов (комбинезон, шлем, термобелье, перчатки, обувь) должна соответствовать спецификациям FIA.
Система начисления очков за каждую гонку:
| Позиция | 1-я | 2-я | 3-я | 4-я | 5-я | 6-я | 7-я | 8-я | 9-я | 10-я | 11-я | 12-я | 13-я | 14-я | 15-я |
| Очки    | 30  | 25  | 22  | 20  | 18  | 16  | 14  | 12  | 10  | 8    | 6    | 4    | 3    | 2    | 1    |
| ------- | --- | --- | --- | --- | --- | --- | --- | --- | --- | ---- | ---- | ---- | ---- | ---- | ---- |

В основном правила соревнований аналогичны большинству европейских серий, регулируемых FIA.

## Формат гоночного уик-энда
Каждый уик-энд начинается с пятничных свободных тренировок (3-4 сессии по 20 минут). Следующая свободная практика — утром в субботу; вслед за ней — 20-минутный квалификационный заезд. После обеда — первая гонка (10 кругов). В воскресенье график аналогичный, с добавлением церемонии торжественного открытия, на которой обязаны присутствовать все пилоты. Если вторая квалификация по каким-либо причинам не проводится (например, во время выездного этапа), стартовая позиция в воскресной гонке определяется по времени второго лучшего круга субботней сессии.
На «домашних» этапах заезд Формулы Альфа считается главным событием дня, начинается, как правило, сразу после открытия соревнований и сопровождается прямой телевизионной трансляцией в эфире общедоступного телеканала «1-й Канал». Альтернативную трансляцию можно увидеть в сети Интернет, где показывают съемку с 28-ми судейских телекамер.
Чемпионат состоит из 6-7 этапов, каждый этап — из двух гонок. Он начинается в апреле и заканчивается в ноябре традиционным соревнованием Rustavi International Challenge.
Регулирующий орган соревнований — Грузинская Автоспортивная Федерация (GASF), которая является уполномоченным членом FIA и осуществляет от её имени спортивную власть в Грузии.

## Чемпионы
| Сезон | Соревнование     | Чемпион          | Командный чемпион |
| ----- | ---------------- | ---------------- | ----------------- |
| 2012  | Чемпионат Грузии | Ника Адеишвили   | Gulf Racing       |
| 2013  | Чемпионат Грузии | Лаша Надирашвили | MIA Force         |
| 2014  | Чемпионат Грузии | Мевлуд Меладзе   | Lion Trans        |